# Fontaine-Heudebourg
Pour les articles homonymes, voir Fontaine.
Fontaine-Heudebourg est une ancienne commune française, située dans le département de l'Eure en région Normandie, devenue le 1er janvier 2016 une commune déléguée au sein de la commune nouvelle de Clef Vallée d'Eure.

## Géographie
Fontaine-Heudebourg est situé près de Cailly, de Val-de-Reuil et de La Croix-Saint-Leufroy.

## Toponymie
Le nom de la localité est attesté sous la forme latinisée Fontes Heudeburgi 1181.
Il s'agit d'une formation toponymique médiévale avec l'élément Fontaine- « point d'eau, source », suivi d'un anthroponyme comme on en rencontre quelques-unes en Normandie cf. Fontaine-Bellenger (Eure). L'élément Heudebourg représente le nom de femme Hildeburgis, autrement Hildiburg.
À noter que chez les anciens Germains, un de ces éléments du zweigliedriger Rufname (« nom de personne à deux éléments ») se transmettait de manière héréditaire, ce qui fait dire à F. de Beaurepaire que l'élément Hild- a pu se transmettre à des membres de la même famille, car il apparait dans deux autres toponymes assez proches géographiquement, comme élément anthroponymique, à savoir dans Heudebouville (à 9 km, Heldeboldi villa en 1025 - 1026, avec NP Hildeboldus) et Heudreville-sur-Eure (à 2 km, Heldrevilla, fin XIIe siècle, avec NP Hildarius).

## Histoire
Plusieurs communes émettent le souhait de se rassembler dans une commune nouvelle. Ce projet de création d'une commune nouvelle est approuvé par les conseils municipaux des trois communes Écardenville-sur-Eure, Fontaine-Heudebourg et La Croix-Saint-Leufroy.
L'arrêté préfectoral du 4 décembre 2015 a officiellement créé la nouvelle commune pour une application le 1er janvier 2016.

## Politique et administration
| Période                                  | Période    | Identité         | Étiquette | Qualité                  |
| ---------------------------------------- | ---------- | ---------------- | --------- | ------------------------ |
| Les données manquantes sont à compléter. |            |                  |           |                          |
| ca 1870                                  |            | Laquerrière      |           |                          |
| Les données manquantes sont à compléter. |            |                  |           |                          |
| mars 2001                                | 31/12/2015 | Jean-Rémi Ermont | DVG       | Conseiller départemental |

## Démographie
L'évolution du nombre d'habitants est connue à travers les recensements de la population effectués dans la commune depuis 1793. À partir du 1er janvier 2009, les populations légales des communes sont publiées annuellement dans le cadre d'un recensement qui repose désormais sur une collecte d'information annuelle, concernant successivement tous les territoires communaux au cours d'une période de cinq ans. 
Pour les communes de moins de 10 000 habitants, une enquête de recensement portant sur toute la population est réalisée tous les cinq ans, les populations légales des années intermédiaires étant quant à elles estimées par interpolation ou extrapolation. Pour la commune, le premier recensement exhaustif entrant dans le cadre du nouveau dispositif a été réalisé en 2004,.
En 2013, la commune comptait 800 habitants, en évolution de +15,44 % par rapport à 2008 (Eure : +2,66 %, France hors Mayotte : +2,49 %).
| 1793 | 1800 | 1806 | 1821 | 1831 | 1836 | 1841 | 1846 | 1851 |
| ---- | ---- | ---- | ---- | ---- | ---- | ---- | ---- | ---- |
| 272  | 280  | 297  | 252  | 280  | 260  | 228  | 248  | 249  |

| 1856 | 1861 | 1866 | 1872 | 1876 | 1881 | 1886 | 1891 | 1896 |
| ---- | ---- | ---- | ---- | ---- | ---- | ---- | ---- | ---- |
| 224  | 229  | 224  | 215  | 214  | 187  | 182  | 150  | 161  |

| 1901 | 1906 | 1911 | 1921 | 1926 | 1931 | 1936 | 1946 | 1954 |
| ---- | ---- | ---- | ---- | ---- | ---- | ---- | ---- | ---- |
| 168  | 176  | 198  | 155  | 186  | 183  | 175  | 136  | 155  |

| 1962 | 1968 | 1975 | 1982 | 1990 | 1999 | 2004 | 2009 | 2013 |
| ---- | ---- | ---- | ---- | ---- | ---- | ---- | ---- | ---- |
| 235  | 254  | 278  | 554  | 640  | 642  | 615  | 715  | 800  |

## Culture locale et patrimoine

### Lieux et monuments
- L'église du XVIe siècle, dédiée à saint Pierre[9], est bâtie en pierre et silex. Elle abrite, les statues de saint Michel et de saint Jean-Baptiste du XVe, et des fonts baptismaux du XVIe.

Pour mémoire
La commanderie de Fontaine-la-Cardo qui était une commanderie templière au XIIe siècle et qui est devenu lors de la dévolution des biens de l'ordre du Temple, au début du XIVe siècle, une possession des Hospitaliers de Saint-Jean de Jérusalem.